# Andrzej Szewiński
Andrzej Szewiński (né le 20 février 1970 à Varsovie) est un ancien joueur de haut niveau (de 1989 à 2005) de volley-ball (198 cm, jouant comme attaquant), ensuite homme politique du parti libéral Plate-forme civique (PO), sénateur polonais depuis 2007, réélu en 2011.

## Biographie
Andrzej Szewiński est le fils de Janusz Szewiński, entraîneur sportif, et d'Irena Szewińska, sportive de haut niveau et dirigeante sportive polonaise, membre du Comité international olympique.
Il est marié et a deux enfants.

### Carrière sportive
De 1989 à 2005 il est volleyeur professionnel pour le club AZS Częstochowa puis à l'étranger dans les clubs de Brescia en Italie, Maccabi Tel-Aviv en Israël, Beşiktaş-Istanbul et Galatasaray-Istanbul en Turquie.
Il a été sélectionné dans l'équipe de Pologne à 58 reprises de 1989 à 1993.
En 1994, il obtient un diplôme à l'Institut de culture physique de l'École supérieure de pédagogie de Częstochowa.
De 2001 à 2007, il est propriétaire de l'entreprise "Sportif Andrzej Szewiński", spécialisée dans la vente de biens et d'équipements sportifs. De 2005 à 2007, il est président du conseil d'administration du Club sportif AZS Częstochowa. En 2006, il est entraîneur en chef à l'École centrale des services d'incendie de Częstochowa.
En 2007, il devient vice-président de l'Association Aktivsport de Częstochowa.

### Carrière politique
De 2006 à son élection au sénat, il est élu à la diétine de la voïvodie de Silésie.
Andrzej Szewiński est élu avec le soutien de la Plate-forme civique (PO) au Sénat de la République de Pologne dans la circonscription de Częstochowa lors des élections législatives polonaises de 2007. Il est réélu, ayant adhéré à la Plate-forme civique (PO) aux Élections législatives polonaises de 2011.